# Großeibstadt
Großeibstadt je obec německé spolkové zemi Bavorsko, v zemském okrese Rhön-Grabfeld ve vládním obvodu Dolní Franky.
V 2014 zde žilo 1 128 obyvatel.

## Poloha města
Sousední obce jsou: Aubstadt, Bad Königshofen im Grabfeld, Großbardorf, Saal an der Saale a Sulzfeld.